# Газові закони
Газові закони — низка фізичних законів, які дозволяють визначити термодинамічні параметри ідеального газу в термодинамічних процесах систем з постійною кількістю речовини та одним із термодинамічних параметрів.
Закони про газ отримані експериментально і теоретично обґрунтовані на основі молекулярної структури речовини — хоча молекулярна теорія їх пояснювати не вимагає.
Закони про газ включають:
- Закон Бойля-Маріотта
- Закон Гей-Люссака
- Закон Шарля
- Закон Амага
- Закон Авогадро
- Закон Дальтона
- Закон Генрі
- Рівняння Редліха — Квонга
- Рівняння Ван дер Ваальса
- Принцип відповідних станів